# Радзивилл, Кароль Станислав (1669)
Князь Ка́роль Стани́слав Радзиви́лл (пол. Karol Stanisław Radziwiłł; 27 ноября 1669, Краков — 2 августа 1719, Бяла-Подляска) — магнат из рода Радзивиллов, племянник Яна Собеского. Канцлер великий литовский с 1698 года, подканцлер литовский с 1690 года, конюший великий литовский с 1686 года, стольник великий литовский с 1685 года, тиун виленский, ординат несвижский и олыкский (1689—1719).

## Биография
Представитель несвижской линии литовского магнатского рода Радзивиллов герба Трубы. Младший сын гетмана польного литовского Михаила Казимира (1625—1680) и Катажины Собеской (1634—1694). Учился в Люблинском иезуитском коллегиуме, затем побывал в Австрии, Италии, Франции, Нидерландах, Англии и Португалии.
Посол на сеймах в 1687, 1688 и 1690 годах. В 1694 и 1700 годах — маршалок Трибунала Великого княжества Литовского. Участник военных действий против крымских татар и турок-османов. С 1695 года вёл борьбу с Сапегами за право владения «Нойбургскими имениями».
В 1689 году после смерти своего старшего брата, воевода трокского Ежи Юзефа Радзивилла (1668—1689), Кароль Станислав Радзивилл унаследовал Несвижскую и Олыцкую ординации.
Во время Великой северной войны (1700—1721) был Кароль Станислав Радзивилл сторонником Августа Сильного, пытался лавировать между Августом II и Станиславом Лещинским. Вначале поддерживал Августа, а в 1706—1709 годах находился на стороне Станислава Лещинского. В борьбе магнатских группировок стремился оставаться нейтральным, часто улаживал распри между магнатами. Пользовался симпатией литовской шляхты, от которой получил прозвище Юстус («Справедливый»).
Поддерживал униатскую церковь, основал несколько приходских церквей, а также монастырь базилиан в Мире. В Супрасльском «Литургиконе» помещён его портрет работы Леонтия Тарасевича.
Предоставил привилегии мирским цехам. Ревностный сторонник права и единства земель.
Кавалер ордена Белого орла с 1705 года.

## Семья
6 марта 1692 года в Вильно женился на княжне Анне Екатерине Сангушко (1676—1746), дочери дворянина королевского и старосты сурожского князя Иеронима Сангушко (1651—1684/1685) и Констанции Сапеги (1651—1691). Дети:
- Николай Кшиштоф Радзивилл (1695—1715), подстолий великий литовский и староста члухувский
- Михаил Казимир Радзивилл «Рыбонька» (1702—1762), 9-й ординат Несвижский, воевода виленский и гетман великий литовский
- Альбрехт Станислав Радзивилл
- Людвик Доминик Радзивилл
- Станислав Ежи Радзивилл
- Иероним Флориан Радзивилл (1715—1760), подчаший и хорунжий великий литовский
- Катажина Барбара Мария Радзивилл (1693—1730), жена с 1720 года гетмана великого коронного Яна Клеменса Браницкого (1689—1771)
- Констанция Франциска Радзивилл (1697—1756), жена с 1717 года канцлера великого литовского, князя Яна Фредерика Сапеги (1680—1751)
- Каролина Тереза Радзивилл (1707—1765), 1-й муж с 1727 года князь Казимир Леон Сапега (1697—1738), 2-й муж с 1740 года князь Юзеф Александр Яблоновский (1711—1777)
- Текла Ружа Радзивилл (1703—1747), 1-й муж (с 1725 года) — конюший великий литовский граф Якоб Генрих фон Флемминг (1667—1728), 2-й муж с 1730 года воевода виленский и гетман великий литовский, князь Михаил Серваций Вишневецкий (1680—1744), 3-й муж с 1745 года подканцлер литовский, князь Михаил Антоний Сапега (1711—1760)
- Анна Александра Радзивилл
- Кристина Елена Радзивилл